# رضا براهنی
رضا براهنی (۲۱ آذر ۱۳۱۴ – ۵ فروردین ۱۴۰۱) شاعر، داستان‌نویس، منتقد و فعال سیاسی اهل ایران بود. او عضو هیئت مؤسس کانون نویسندگان ایران و همچنین رئیس انجمن قلم کانادا بود.

## زندگی
رضا براهنی در ۲۱ آذر ۱۳۱۴ در تبریز به دنیا آمد.  در ۲۲ سالگی از دانشگاه تبریز لیسانس زبان و ادبیات انگلیسی گرفت، سپس به ترکیه رفت و پس از دریافت درجهٔ دکتری در رشتهٔ زبان و ادبیات انگلیسی به ایران بازگشت. از آبان ۱۳۴۳ با سمت استادیاری در رشتهٔ زبان و ادبیات انگلیسی در دانشکدهٔ ادبیات دانشگاه تهران به تدریس مشغول شد و در اردیبهشت ۱۳۴۷ به سمت دانشیاری ارتقا یافت.
وی تا زمان حضور در ایران چند دوره کارگاه نقد، شعر و قصه‌نویسی برگزار کرد که از شاگردان او در آن کارگاه‌ها می‌توان به شیوا ارسطویی، هوشیار انصاری‌فر، شمس آقاجانی، رؤیا تفتی، روزبه حسینی، عباس حبیبی بدرآبادی، مهسا محبعلی، سیدعلیرضا میرعلینقی، فرخنده حاجی زاده، ناهید توسلی، رزا جمالی، پیمان سلطانی اشاره کرد که باعث شکل‌گیری یک جریان در دههٔ هفتاد شمسی شدند.
در سال ۱۳۵۳ به آمریکا رفت. او در سال ۱۳۵۱ سه ماه در زندان گذرانده و روایت‌هایش از زندان جنجال‌برانگیز شد. او در نوشته‌های خود که عمدتاً به زبان انگلیسی بود، از اعدام هزاران تن و شکنجه در زندان روایت کرد. او به شکنجه‌هایی چون اختراع دستگاه‌های ویژه شکنجه برای فشار به جمجمه، تجاوز به زندانیان حتی کودکان و انواع شکنجه‌های جنسی، وارد کردن میله‌های داغ آهنی به دهان و تزریق آب جوش به بدن اشاره می‌کرد. به گفتهٔ پرویز ثابتی، براهنی به روزنامه‌نگاران خارجی گفته که زمانی که در زندان بوده او را به یک پنکه سقفی بسته بودند و در ضمن اینکه پنکه می‌چرخید کسی می‌خواست به او تجاوز کند. رضا براهنی همچنین مقاله‌ای در سال ۱۹۷۷ دربارهٔ تجاوز جنسی و شکنجه در مجله پنت‌هاوس منتشر کرد.
براهنی از سال ۱۳۵۱ در نیویورک به ریاست «کمیته برای آزادی هنر و اندیشه در ایران (Caifi)» به عنوان بخشی از «حزب کارگران سوسیالیست» درآمده بود. این کمیته که در سال ۱۳۵۴ اعضایی همچون بابک زهرایی و یرواند آبراهامیان را داشت، توانسته بود در خارج از ایران مجموعه‌ای از تأثیرگذارترین و مهم‌ترین بیانیه‌های نهادهای حقوق بشری را با امضای افراد مهم بین‌المللی برای فشار به رژیم پهلوی صادر کند. براهنی از فعال‌ترین اعضای این کمیته بود و روایت‌های او در این بیانیه‌ها نیز معمولاً استفاده می‌شد. در پی این ادعاها، سازمان بین‌المللی صلیب سرخ در سال ۱۳۵۶ یک بازرسی از زندانیان سیاسی ایران انجام داد و بر اساس یافته‌های حضوری و مستقل بازرسان خود اعلام کرد که یک سوم یا معادل ۹۰۰ نفر از زندانیان تحت نوعی شکنجه یا آزار قرار گرفته‌اند، اما در عین حال این آزارها یا شکنجه‌ها با ادعاها و روایت‌های چاپ شده توسط مخالفان پهلوی در روزنامه‌های خارجی و سازمان‌های حقوق بشری بسیار متفاوت بوده‌اند. این یافته‌های صلیب سرخ دولت ایران را از اتهامات سنگین افرادی همچون براهنی تبرئه می‌کرد. اما مخالفان شاه به انتشار این ادعاها در نشریات خارجی ادامه می‌دادند. کتاب ظل الله براهنی، حاوی مقدمه‌ای مفصل دربارهٔ ادبیات انقلابی و تجددخواهانه و اشعار زندان است. براهنی در مصاحبه در سال ۱۳۹۴ دربارهٔ انتشار نوشته‌هایش به زبان انگلیسی بر ضد شاه در خارج کشور می‌گوید: «من از حکومت پهلوی انتقامی گرفتم که آن انتقام در سقوط شاه تأثیر داشت.»
براهنی روز ۵ فروردینِ ۱۴۰۱ در کانادا درگذشت و چند روز بعد همان‌جا به خاک سپرده شد.

## کارِ ادبی

### خطاب به پروانه‌ها و چرا من دیگر شاعرِ نیمایی نیستم
خطاب به پروانه‌ها و چرا من دیگر شاعر نیمایی نیستم؟ نخستین بار در سال ۱۳۷۴ به چاپ رسید. این کتاب دربرگیرندهٔ دو بخش است. بخش نخست، خطاب به پروانه‌ها، از صفحهٔ ۷ تا صفحهٔ ۱۲۰ شامل شعرهای رضا براهنی است و بخش دوم، چرا من دیگر شاعر نیمایی نیستم؟، یعنی از صفحهٔ ۱۲۰ به بعد، همان‌طور که در کتاب اشاره شده‌است، بحثی در شاعری است. رضا براهنی با این مجموعه شعر جریان شعر پست مدرن ایران را آغاز کرد
رضا براهنی «خطاب به پروانه‌ها» را، که گزینه‌ای است از شعرهای ۶۹ تا اوایل ۷۳ او، مهم‌ترین مجموعهٔ شعر خود می‌داند. حرکت از شعر تک‌وزنی به سوی اوزان مرکب و ترکیبی و شعر چندصدایی، رهایی تدریجی از استبداد نحوی زبان و حرکت به سوی آفریدن همهٔ ارکان زبان در یک شعر - با نتی که نه عروض کلاسیک و نیمایی، بلکه ذهن خواننده باید برای شعر پیدا کند، آزاد کردن شعر از قید تصویر، مفهوم، احساس و وزن خارج از ساختار شعر و ارجاع ناپذیرکردن شعر به اجزای بیرون از شعر، به صورتی که شعر موضوع اصلی خود، یعنی زبان و زبانیت خود را، به رخ بکشد، از ویژگی‌های اساسی تعداد زیادی از شعرهای این کتاب است.
در مقاله نظری ضمیمه کتاب، «چرا من دیگر شاعر نیمایی نیستم»، براهنی ضمن برشمردن تضادهای حاکم بر نظریه‌پردازی نیما یوشیج و احمد شاملو و شعرهای اینان، در برابر نظریه و شعرهای آنان و آرای شاعران دیگر و شعرهایشان، نظریهٔ جدیدی را مطرح می‌کند که به زعم او، شعر فارسی با تکیه بر آن، می‌تواند خود را از بن‌بست شعر کهن و شعر نیمایی و شعر سپید نجات دهد. شاید این نظریه بحث‌انگیزترین حرف براهنی در شعر فارسی باشد.
روزگار دوزخی آقای ایاز، یکی از مهم‌ترین رمانهای رضا براهنی ست. این رمان در آخر دهه چهل به چاپخانه امیرکبیر سپرده شد اما پیش از پخش خمیر شد. چند دهه بعد نسخه‌هایی افست و آنلاین از این کتاب در دسترس قرار گرفتند. این رمان از زبان ایاز که به اجبار به بردگی جنسی سلطان محمود برده و معشوقه این سلطان شده‌است روایت می‌شود.
بنا به نظر یکی از منتقدان ادبی، به نظر براهنی مردمان تاریخ ایران «حاکم» نبودند، «حکومت‌شده» بودند، پس با راوی کردن ایاز سعی کرد تاریخ ایران را از دریچه «حکومت شده‌ها» روایت کند.

### تأثیر بر داستان‌نویسیِ معاصر
رضا براهنی در پاسخ به این سؤال که تا چه اندازه بر داستان‌نویسی معاصر تأثیر گذاشته‌است، گفت:
من داور چنین سؤالی نمی‌توانم باشم. اولاً من همهٔ داستان‌هایی را که نوشته شده، نخوانده‌ام، به ویژه به سبب دوری از کشور، و ثانیاً هیچ نویسنده‌ای نباید به پرسشی از این دست پاسخ بگوید. جواب مثبت حمل بر غرور توأم با حماقت خواهد بود، و جواب منفی حماقت توأم با تواضع. من می‌گویم: «من که باشم که بر آن خاطر عاطر گذرم - لطف‌ها می‌کنی‌ای خاک دَرَت تاج سرم»
من نمی‌توانم قاضی صالح این نوع مطلب باشم. این قضیه را باید از کسانی که عضو دائمی کارگاه [قصه‌نویسی] بوده‌اند، بپرسید. به‌علاوه من همهٔ رمان‌هایی را که پس از خروج من از ایران چاپ شده‌اند، نخوانده‌ام. علاوه بر این گاهی کاری که من در کارگاه کرده‌ام، با کارهایی که خودم نوشته‌ام و تأثیر یا بی‌تاثیری آن‌ها اشتباه می‌شود.

### ترجمه
همچنین براهنی با نام مستعار «برهان رضایی» کتاب‌هایی از لئون تروتسکی را ترجمه کرده‌است.

## فعالیتِ سیاسی

### حمایت از انقلاب
براهنی چپ‌گرا بود. او در نامه‌ای نوشته به تاریخِ ۷ دیِ ۱۳۵۷ از مریلند آمریکا به روح‌الله خمینی، از رهبری وی و انقلاب ایران حمایت کرد و گفت: «استواری، استقامت، خرد عظیم سیاسی و شجاعت توأم با هوشیاری آن حضرت و فروتنی توأم با بردباری که در برابر ظالم خیره‌سری چون شاه و اشرار سرمایه‌پرست در آمریکا و صهیونیسم جهانی از خود متجلی ساخته‌اید، چراغ روشنی بوده‌است فرا راه تمام کسانی که تاکنون قدم در راه مبارزه انقلابی گذاشته‌اند.»
او در جریانات دههٔ ۶۰ و حذف جناح و متفکران چپ و مارکسیست، از فعالیت سیاسی و فرهنگی منع شد.

### پان‌ترکیسم و تجزیه‌طلبی
رضا براهنی در مصاحبه ماهنامه تجربه، خود را پانترک یا پان ایرانیست ندانسته و هر دوی آن‌ها را مهمل دانست. در پاسخ به اینکه برخی او را قایل به تجزیه ایران می‌دانند، گفت: اگر کسی بخواهد به ایران حمله کند، من چون سربازی هم رفته‌ام، اولین کسی خواهم بود که به آنجا می‌آیم و تفنگ دست می‌گیرم و از مرزهای ایران دفاع می‌کنم. می‌دانید اشخاصی که سر زبان‌ها هستند این نوع مشکل‌ها را با جامعه خودشان دارند. هر کسی می‌خواهد سوراخ دعایی پیدا کند و از آنجا آدم را دراز کند. من بیش از هر کس دیگری دربارهٔ مسایل مربوط به حقوق بشر صحبت کرده‌ام و در نتیجه همه نوع پانیسمی از طرف من مردود است.

### ایران‌دوستی و علاقه به وطن
براهنی در گفتگو با مجله «مهرنامه»، در آبان ۱۳۹۳ که در ایسنا نیز منتشر شد گفت:
فارسی زبان رسمی و مشترک همه ایران است و زبان فوق‌العاده شاهکاری است که من نویسندهٔ آنم، ولی از زبان مادری خودم هم دفاع می‌کنم ولی خب عده‌ای دفاع من از زادگاه و زبان مادری‌ام را برای مقاصد خودشان بهانه کرده‌اند و نمی‌فهمند که وقتی دم از آزادی بیان می‌زنیم نمی‌توانیم بعدش زبان مردم را ممنوع کنیم. حس من به وطنم همان حسی است که در شعرهایم بیانش کرده‌ام. من در شش سالگی انشایی به زبان ترکی نوشتم معلم مجبورم کرد کاغذ را قورت بدم همان موقع زبان مادریم را هم قورت دادم.

## براهنی در نگاهِ دیگران
هلن سیکسو در ستایشِ براهنی و ارج رمان روزگار دوزخی آقای ایاز، نوشته‌است:
کشف یک اثر، در طول زندگی کتابخوانی، حادثه‌ای است همان‌قدر کمیاب که سربرآوردن یک محبوب مرده از گور؛ چنین حادثه‌ای هر پنج یا ده سال یک بار اتفاق می‌افتد، با چنان نیرویی که آن روز انسان می‌تواند به واقعیت ادبیات پی ببرد. این ماجرا چند سال پیش برای من روی داد. وقتی که «روزگار دوزخی آقای ایاز» رضا براهنی را خواندم. برای من قیام قیامت بود. چه سعادتی در این‌که انسان ناگهان خبردار شود که سیاره دیگری، دنیای دیگری وجود دارد.
به خاطر دارم خواندن برای من تقریباً تحمل‌ناپذیر شده بود زیرا آثاری که از اعماق سرریز می‌شوند، برای مخیله من تحمل‌ناپذیرند. این آثار آزار می‌دهند زیرا در اطراف شر و بدی و راز بدی پرسه می‌زنند. از اینرو، دوست من رضا گول نخورده بود؛ او برای شروع کار مستقیماً وارد یک دوزخ شده بود؛ دوزخ گهوارهٔ تکوین‌ها. می‌گویم یک دوزخ، زیرا هر کسی دوزخ خود را دارد. دوزخ براهنی مانند کاخی مجلل و مزین است. آرشیوهای ایرانی و ترک و غربی را دربردارد. خاطرات و دانش‌های دایره المعارفی دارد. سرآغازین و مدرن است. باید می‌گفتم دوزخ‌ها، دوزخ‌های زیبا؛ زیرا دنیای رضا از همه جا دوزخی بیرون می‌کشد. ترانه زندان‌ها را می‌خواند یا جنایاتی را در خانواده.

رضا می‌بایستی به تبعید برود. این خواست ادبیات بود؛ زیرا او شهروند بسیار توانای ادبیات است. رضا، شاعر عظیم و در عین حال معلم خیال‌پرور و شاهد، مرد عمل و ادب، متعلق به سنت جهانی کیمیاگران کلمه و ابداع‌کنندگان آزادی‌های تازه است.

## جایزه‌ها
- دریافت تندیس چهره‌های شاخص شعر آوانگارد (۱۳۹۵)
- برنده جایزه ادبی یلدا برای یک عمر فعالیت فرهنگی در زمینه نقد ادبی،[۵] (۱۳۸۴)
- برنده جایزه بهترین روزنامه‌نگار حقوق انسانی (۱۳۵۶)

## نوشته‌ها

### اشعار
- آهوان باغ (۱۳۴۱)
- جنگل و شهر (۱۳۴۳)
- شبی از نیمروز (۱۳۴۴)
- مصیبتی زیر آفتاب (۱۳۴۹)
- گل بر گسترده ماه (۱۳۴۹)
- نقاب‌ها و بندها (به زبان انگلیسی) (۱۳۵۶)
- ظل‌اللّه (۱۳۵۸)
- غم‌های بزرگ (۱۳۶۳)
- اسماعیل (۱۳۶۶)
- بیا کنار پنجره (۱۳۶۷)
- خطاب به پروانه‌ها و چرا من دیگر شاعر نیمایی نیستم؟ (۱۳۷۴)[۲۹][۳۰]

### رمان
- آواز کشتگان (۱۳۶۲)
- رازهای سرزمین من (۱۳۶۶)
- آزاده خانم و نویسنده‌اش، ناشر: انتشارات کاروان
- برخورد نزدیک در نیویورک
- روزگار دوزخی آقای ایاز (۱۳۴۹)
- چاه به چاه
- بعد از عروسی چه گذشت[۳۱][۳۲]

### نقد ادبی
- طلا در مس
- قصه‌نویسی
- کیمیا و خاک
- تاریخ مذکر (۱۳۴۸)
- در انقلاب ایران
- خطاب به پروانه‌ها و چرا من دیگر شاعر نیمایی نیستم؟ (۱۳۷۴)

### مقالات
- گزارش به نسل بی سن فردا (سخنرانی‌ها و مصاحبه‌ها)[۳۳]